# BTR-70

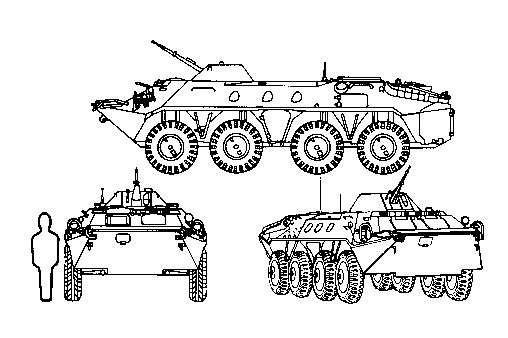
disegni identificativi del BTR-70

Il BTR-70 (in russo БТР-70, Бронетранспортёр?, Bronetransportër, "trasportatore corazzato") è un veicolo trasporto truppe ruotato russo. Fu adottato dall'Armata rossa nel 1978 e presentato in pubblico nel 1980.
Esso è una evoluzione del BTR-60PB da cui differisce per lo chassis allungato, e piccole modifiche delle parti anteriore e posteriore.

## Descrizione
Lo scafo del BTR-70 ha piccole portiere laterali tra il secondo e il terzo asse. Esse sono sistemate nella parte inferiore dello scafo, dotate ovviamente di guarnizioni anfibie, e hanno una struttura vagamente triangolare. Sebbene esse costituiscano una soluzione parziale, si tratta di una notevole miglioria, tanto che per la loro realizzazione è stato necessario allungare lo scafo poiché è estremamente difficile installare portelli lateriali su un mezzo 8x8; ma i sovietici avevano deciso originariamente di privilegiare la mobilità, non curandosi dell'accessibilità dei BTR, perché essi erano inizialmente concepiti come veicoli a cielo aperto; questo il vero "peccato originale" dei BTR, che ha influito poi sulle altre caratteristiche del mezzo. Se il BTR-70 avesse avuto una trazione 6x6 lo spazio sarebbe stato certamente sufficiente per portelli laterali adeguati senza necessità di allungare lo scafo.
Per i comparto equipaggio, i fanti hanno adesso le panche con gli schienali uno contro l'altro, caratteristica che rende agevole l'uso delle feritoie di tiro.
Il BTR-70 ha anche una corazzatura migliore, anche se non di molto, specialmente sulla parte anteriore, con parafanghi corazzati per difendere gli pneumatici dal fuoco frontale. Nell'insieme è leggermente più squadrato nella forma rispetto al progenitore.
I motori sono sempre due, ma da 115 hp, a benzina. Ancora non si è riusciti a ricavare un passaggio per i fanti nella parte posteriore del veicolo, nonostante la relativa larghezza. La presenza delle pareti inclinate e dei 2 motori, con le relative trasmissioni, ne ha evidentemente impedito la realizzazione. Le prestazioni, a causa del maggiore peso, non sono migliorate di molto.
Il BTR-70 è anfibio senza preparazione, con i tipici idrogetti posteriori.
Dispone di radio, interfono di bordo, sistema di visione IR, protezione NBC e sistema interno antincendio.

La blindatura varia da 6 a 10mm. 
La torretta, uguale a quella del BTR-60PB e BRDM-2, è armata con una mitragliera da 14,5mm KPVT e una mitragliatrice PKMT da 7,62mm Mosin (coassiale).

## Varianti
BTR-70 M1986/1
BTR-70Kh
SPR-2 A
BTR-70MS
BTR-70KShM
BREM
BTR-70 Ambulanza (BMM-70)

### Servizio
Questi mezzi sono assai meno diffusi della precedente serie BTR-60, ma nondimeno la produzione è stata molto elevata. Sono stati impiegati in Afghanistan, come anche i BTR-60, e la loro corazzatura si è rivelata vulnerabile alle mitragliatrici pesanti, come anche le ruote. Né l'una né l'altra cosa sono realmente sorprendenti, in quanto questo veicolo è appena più pesante del precedente, e non è stato pensato per resistere al munizionamento da 12,7 se non da lunga distanza, mentre non esistono pneumatici realmente antiproiettile.
Tra gli eserciti che ne hanno avuti in servizio, quello tedesco orientale ne aveva più di 1100, assieme a 1200 BTR-60.